# 盖布·埃文斯
蒂莫西·加布里埃尔·约瑟夫·埃文斯（英語：Timothy Gabriel Joseph Evans，1986年7月28日—）为美国前警官及共和党籍政治人物，目前担任科罗拉多州众议院第48选区议员。他在2024年联邦众议院选举中于科罗拉多州第八国会选区击败了现任民主党籍议员亚迪拉·卡拉韦奥后成功当选。该选区囊括了韦尔德县和亚当斯县的部分地区，其中包括布莱顿、洛赫比伊、福特卢普顿、托德溪和普拉特维尔等社区。

## 早年生活及职业生涯
埃文斯是墨西哥移民的孙子，毕业于帕特里克·亨利学院，并于此获得政府学士学位。
他的军旅生涯始于2007年至2009年间在弗吉尼亚州陆军国民警卫队服役。他于2009年晋升为美国陆军二级中尉并加入科罗拉多州国民警卫队，直到2019年退役。在军中，埃文斯接受了UH-60黑鹰直升机的飞行训练，并于2012至2013年参与“持久自由行动”，期间晋升为上尉。在科罗拉多州国民警卫队服役期间，他利用飞行技能参与了灭火和搜救任务，并曾驻扎于巴克利空军基地。他于2019年荣誉退役。
2011年，埃文斯在服役的同时进入了阿瓦达市警察局，并最终晋升为警督。他于2022年1月选择退休，进而投身公职竞选。

## 科罗拉多州众议院
在2022年科罗拉多州众议院选举中，埃文斯获得了63.31%的选票。他在任内主要聚焦于刑事司法改革。他提出了几项法案，旨在“确保公职人员在服役国家警卫队期间能够享有休假权益，并研究司法人员是否接受了足够的培训，以更有效地与犯罪受害者互动。”

## 2024年联邦众议院选举
2023年9月6日，埃文斯宣布竞选2024年科羅拉多州第八國會選區的共和党提名，并获得了前总统唐纳德·特朗普的支持。在共和党初选中，埃文斯击败了前科罗拉多州众议员贾纳克·乔希，并在2024年11月的普选中战胜了民主党现任议员亚迪拉·卡拉韦奥。
埃文斯在2024年9月11日《The Colorado Times Recorder》报道了其竞选团队政治主任杰西卡·斯宾德尔曾在线宣传政治暴力、QAnon阴谋论和反犹太主义后，决定解雇斯宾德尔。

## 政治立场
埃文斯表示，是否禁止堕胎应由各州自行决定，但他认为除非是在强奸、乱伦或母亲生命受到威胁的情况下，堕胎应该被禁止。他反对实施全国范围的堕胎禁令。
埃文斯表示，应该继续保留童年入境者暂缓遣返手续，并认为那些在该政策下获得遣返保护的人不应被驱逐。